# Кярбибасарский магал
Кярбибасарский магал — один из магалов Эриванского ханства.

## География
Этот магал, в который входили все земли, орошаемые рекой Гарни, граничил на севере с Сеидли-Ахсахлинским магалом, на западе — Сардарабадом, на юге — Зангибасаром, на востоке — разделявшей его с Гырхбулагским магалом рекой Зангичай, а на северо-востоке частично граничил с Деречичекским магалом. Воды Апарансу (Касах) и Кярбичая, двух притоков Аракса, были направлены в разветвлённую ирригационную сеть.

## Сёла
Густонаселённый и богатый округ, находился в самом центре ханства. В этом округе располагался армянский духовный центр, Эчмиадзинский монастырь. Налоговые ведомости упоминают 40 сёл с центром в селе Аштарак. Воды Апарансу (Касах) и Кярбичая, двух притоков Аракса, были направлены в разветвлённую ирригационную сеть. И. Шопен зафиксировал 49 сёл, из которых 9 были разорены. По Дж. Бурнутяну, столица ханства город Ереван и религиозный центр армянского католикосата Эчмиадзин располагались на территории этого магала. Однако, согласно источникам, город Ереван не подчинялся никакому магалу и был самостоятельной административно-территориальной единицей.

### Разорённые сёла
Список сёл, разрушенных в районе в результате русско-персидской и русско-турецкой войн 1826—1828 и 1828—1829 годах:
1. Теймурхан Коланысы, 2. Агдамар, 3. Гарагышлаг, 4. Инекли (Инаклу), 5. Чобаны, 6. Арпахевесик, 7. Хачабаг, 8. Иланчалан, 9. Анберд.

## Население
Население сёл магала в период иранского владычества смешанное — пришлые кочевые татары и курды, и коренные армяне, часть которых также составляли переселенные[когда?] сюда из городов Ирана и Турции.
Село Агджагала, упоминаемое в 1590 году в «Подробной тетради Эриванской эялета» имело смешанное население. Село Хахыс, упоминаемое под названием «Хекис» в 1728 году также имело смешанное население.